# 哥斯拉 新世代
《哥斯拉 新世代》是一款由General Entertainment制作、世嘉发行的动作游戏。游戏于1998年2月27日在Dreamcast发行。
玩家可以最初只能选择2種怪兽。之后共有5种哥斯拉可以选择。
游戏主要收到负面评价。GameSpot给予3.2/10的分数。